# Honnecourt-sur-Escaut
Honnecourt-sur-Escaut é uma comuna francesa na região administrativa de Altos da França, no departamento do Norte. Estende-se por uma área de 15.49 km². Em 2010 a comuna tinha 795 habitantes (densidade: 51,3 hab./km²).